# كارل شتاين (رياضياتي)

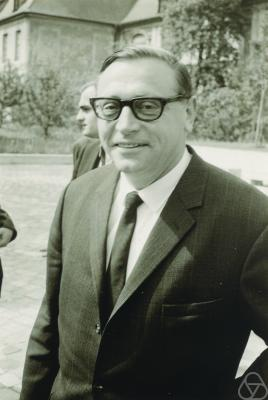
كارل شتاين في آيشتيت سنة 1968

كارل شتاين (بالألمانية: Karl Stein) ـ (هام، فستفاليا، 1 يناير 1913 ـ 19 أكتوبر 2000) هو رياضياتي ألماني، عُرف بإسهاماته في التحليل المركب وعلم التعمية. سمي كل من متعدد شعب شتاين وتحليل شتاين نسبة إليه. شارك في الحرب العالمية الثانية، حيث خدم في قسم الشفرة التابع للقيادة العليا لقوات الفيرماخت. عُين في سنة 1955 أستاذًا بجامعة لودفيغ ماكسيميليان في ميونخ، وصار أستاذًا شرفيًا سنة 1981. حصل على أول ميدالية كانتور سنة 1990.